# بلدية السلط
بلدية السلط ، الأردن، هي بلدية تغطي منطقة السلط وما حولها وتقع على بعد 28 كيلومتر (17 ميل)  شمال غرب عمان.

## أصل التسمية
ربما يأتي اسم مدينة السلط من الكلمة اللاتينية (سالتوس) والتي تعني «وادي الأشجار» أو«الغابة الكثيفة» حيث تتواجد العديد من الأشجار في المنطقة.  يمكن أن يكون قد أتت التسمية أيضًا من (ساراناك)[محل شك] (سالتا) والتي تعني الحجر الصلب .  

## تاريخ
تأسست أول بلدية في السلط عام 1887. وتم تعين فياض أفندي الصبح رئيساً للبلدية في نفس العام. في ذلك الوقت، كانت البلدية مسؤولة عن تنظيم الطرق والإنارة، والصرف الصحي والمياه وتنظيم المرافق لكل من الرجال والنساء، وجمع الضرائب والرسوم الدراسية، وفرض الغرامات، وغيرها من المسؤوليات.   وحتى هذا اليوم، لا تزال البلدية تقوم بتنفيذ العديد من هذه الواجبات. في عام 1933 أصبحت السلط أول مدينة في الأردن تفتح مدرسة لجميع فئات المجتمع.   وفي عام 1938، تعرضت المنطقة لزلزال الذي تسبب في تدمير العديد من المنازل والمباني. لكن سرعان ما أخذت البلدية زمام الأمور في مبادرات إعادة إعمار المدينة.  إلا أن تعداد سكان مدينة السلط انخفض بنسبة 30٪ بين عامي 1922 و 1938. أدت التوسعات مع مرور الوقت إلى قيام البلدية بإعادة النظر في حدودها الجغرافية، وأصبحت قائمة المدن والقرى تشمل السلط، والري، وأم جوزة، ووادي الحرة، وبزبادية، ويرقا، وإبراء، وعلان، ورمين،  وكان قد تم تضمين العديد منها بالفعل ومنها ما تم ضمها في عام 2001.  سلامة الحياري هو رئيس بلدية السلط الحالي والذي تم انتخابه عام 2007 بعد رئيس البلدية السابق ماهر أبو عصمين (1999-2007).

## الكتل الساسية والإدارية
الرئيس الحالي لبلدية السلط هو محمد الحياري. وتنقسم إدارة بلدية السلط إلى الفئات التالية:

### وحدة إدارة مشاريع تطوير وسط السلط
تأسست هذه الوحدة عام 2005 لإدارة المشاريع التنموية والإشراف عليها داخل وسط المدينة. وكان المدير الأول لهذه الوحدة هو منتصر الحياري «مهندس معماري».

### الديوان
«الديوان» هو القسم المسؤول عن إدارة الطلبات التي تقدمها البلدية وحفظ سجل المهام التي تنفذها الكتل الإدارية الأخرى.

### التخطيط والتنظيم
قسم التخطيط والتنظيم هو المسؤول عن الاتصالات.

### الخدمات والاعمال الهندسية
الخدمات والأعمال الهندسية هو القسم المسؤول عن صيانة الطرق والمباني وفتح وإغلاق وبناء الطرق الجديدة.

### الدراسات والتطوير
يقوم قسم الدراسات والتطوير بإعداد التصاميم والدراسات للمشاريع التي تعمل عليها المدينة، ودراسة السمات الجغرافية للمنطقة، وتقوم أيضاً بتدريب الموظفين الجدد.

### الأمور المالية
قسم الأمور المالية مسؤول عن جميع الشؤون المالية للمدينة مثل الدخل والإيرادات والمصروفات والميزانية.

### البيئة والصحة
يقوم قسم البيئة والصحة على تحسين خدمات الرعاية الصحية التي تقدمها البلدية. وكجزءٍ من المنشأة الطبية، فإنه يدير مكافحة الآفات ومسوح الصحة العامة.

### مكتبات
يتعامل قسم المكتباتفي البلدية مع مجلدات البلدية البالغ عددها 14000 مجلد.

### الإعلام والعلاقات العامة
يتولى قسم الإعلام والعلاقات العامة تنظيم جميع الحفلات والفعاليات والمنشورات التي تُقيمها وتصدرها البلدية. كما تقدم التقارير والتغطيات الإعلامية الأخرى للمطبوعات والصحف المحلية.

### تخزين
يتعامل قسم التخزين مع جميع النفقات وينظم البيانات.

### قانوني
يتولى القسم القانوني مسؤولية جميع الأمور القانونية المتعلقة بالمواطنين وإدارة الضرائب التي يدفعها المواطنون. 

## روابط خارجية
- موقع بلدية السلط الحكومي